# Мещерский, Андрей Сергеевич
Андрей Сергеевич Мещерский (8 июня 1848, Москва — 17 апреля 1905) — известный московский аквариумист-любитель конца XIX — начала XX века. Один из первых аквариумистов России. Первым стал разводить целый ряд аквариумных рыб в том числе испанского ципринодона, несколько сомовых рыб. Состоял в Императорском Русском обществе акклиматизации животных и растений. Дворянин. Внес вклад в развитие международной аквариумистики.

## Биография

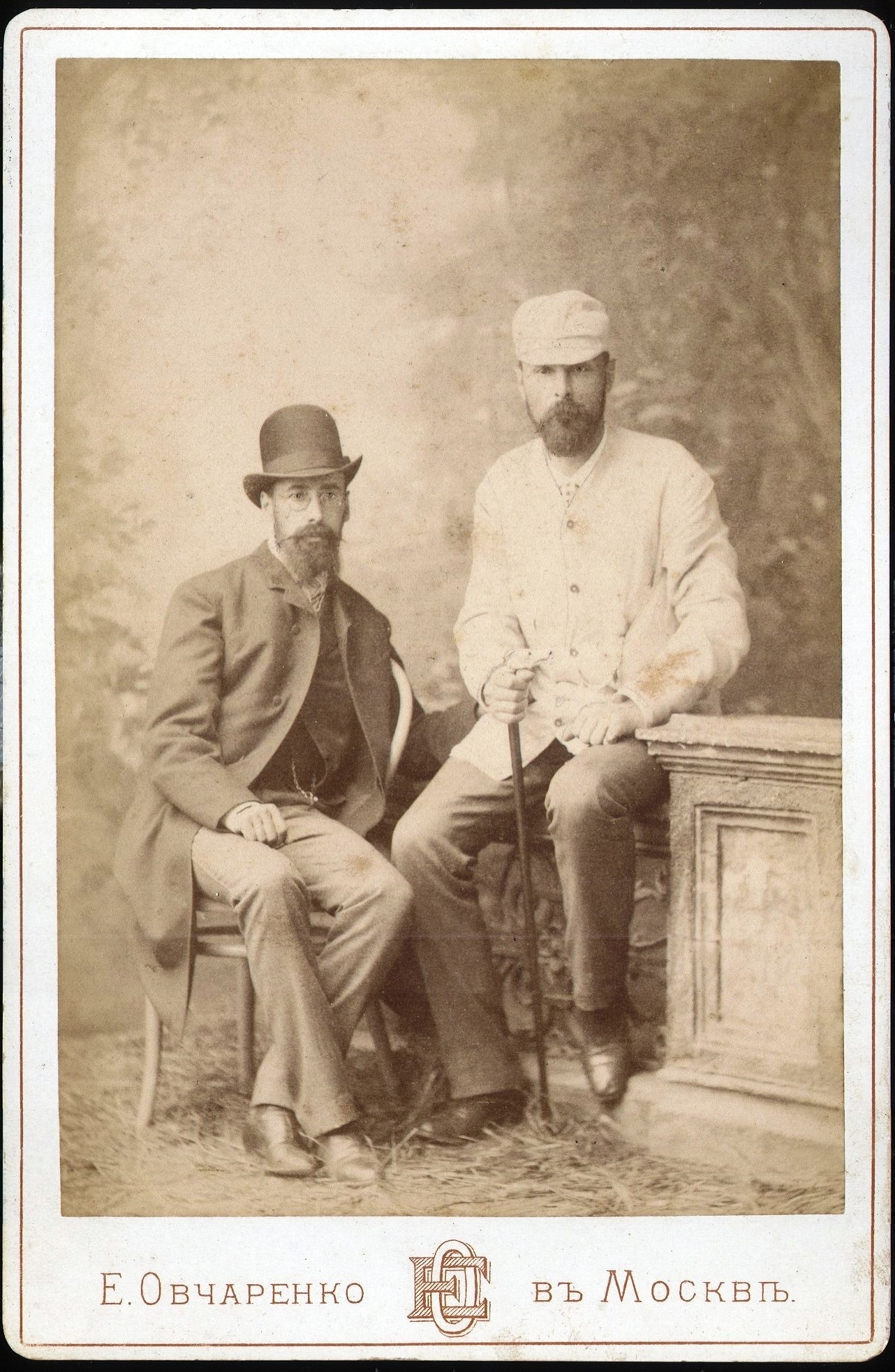
Н. Ф. Золотницкий (слева) и А. С. Мещерский, пионеры отечественной аквариумистики

Родился в семье известного в своё время московского коммерсанта. Получил домашнее воспитание. Сестра — Елизавета, братья — Сергей и Николай. Уже в детстве собирал различных водяных животных (особенно рыб) и производил над ними опыты и наблюдения. Однажды в детстве получил за прилежание от тёти двух золотых рыбок, что стало для мальчика ценным подарком. С возрастом этот интерес усилился, так что Мещерский намеревался серьёзно заняться зоологией, но после смерти отца был вынужден заняться коммерцией.

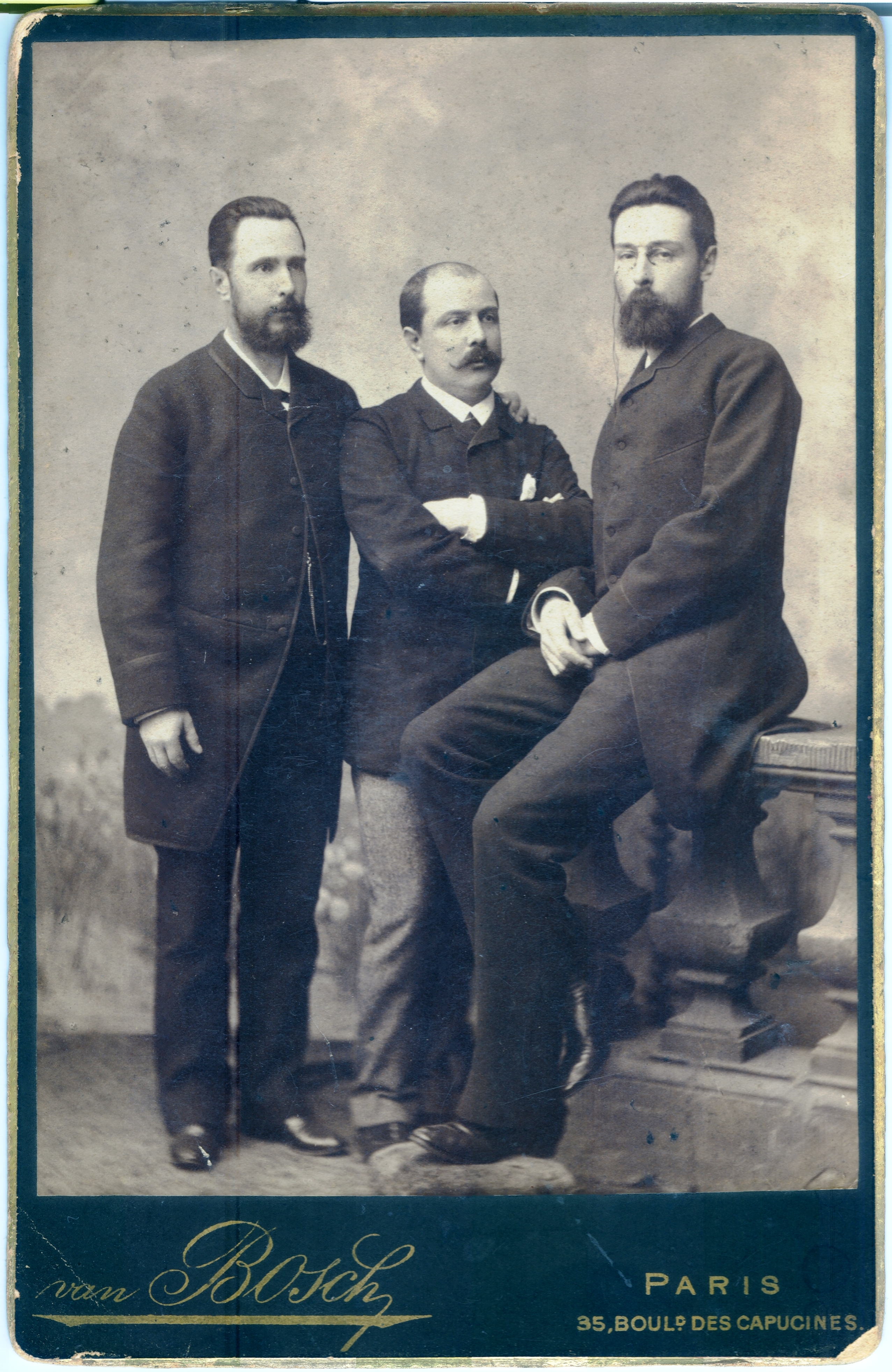
Золотницкий Н. Ф., Pierre Carbonnier, и Мещерский А. С.

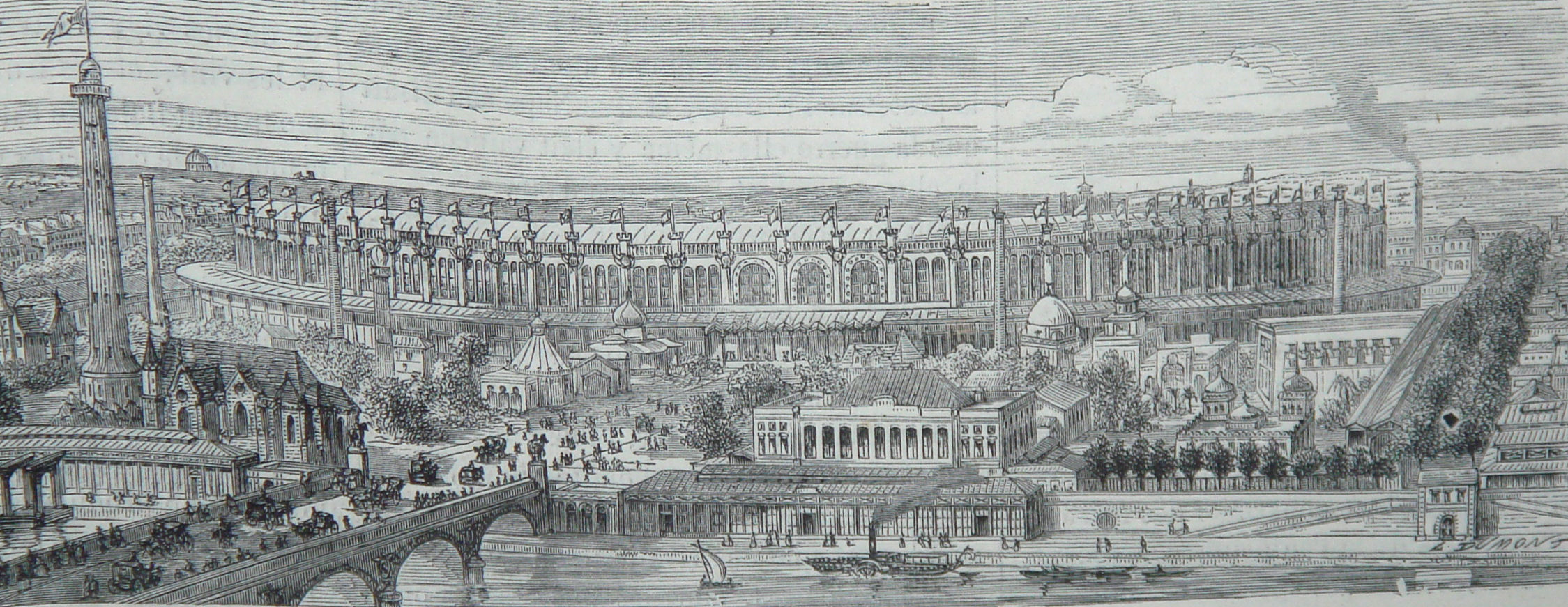
Всемирная выставка (1867)

Через несколько лет Андрей Сергеевич стал заведующим крупного торгового дома (Мюр и Мерилиз), что позволило ему заняться в свободное время своим любимым делом. Однако серьёзных научных исследований Мещерский не проводил, ограничившись любительскими наблюдениями.
В 1887 году женился на Елизавете Николаевне Дурасовой. Дети — Елизавета, Мария, Сергей, Елена, Александра, Софья. Поддерживали отношения с родственниками по линии Дурасовых, посещая усадьбу Горки.

## Вклад в аквариумистику
В 1863 году А. С. Мещерский вместе с Л. П. Сабанеевым и Н. Ф. Золотницким, выступили инициаторами и основными устроителями первой акклиматизационной выставки в Москве, где наряду с другими экспонатами были представлены аквариумы с отечественными пресноводными рыбами.
В 1867 году комиссионер заведуемой Мещерским торговой фирмы привёз ему с Всемирной Парижской выставки пару макроподов.
Увлёкшись этими рыбками, Мещерский стал делать над ними интересные, и в то время новые биологические наблюдения и захотел постепенно увеличить своё аквариумное хозяйство новыми, неизвестными ещё в Москве видами экзотических рыб. Этому способствовало то обстоятельство, что по коммерческим делам Мещерским доводилось ежегодно бывать за границей в Берлине и Париже, где тогда жил знаменитый рыборазводчик, пионер французской и европейской аквариумистики Пьер Карбонье. Именно у него приобретал российский любитель рыбок, иногда выплачивая за них весьма крупные суммы. Так в 1869 году он приобрел у Карбонье маленьких шестимесячных макроподов по 25 франков за пару и привез их Москву.
Таким образом им были получены:
- золотая рыбка с сильно увеличенными выпуклыми глазами (породы Телескоп) в 1872 году;
- фунду (рода Epiplatys);
- рыба-кошка;
- ципринодон (Fundulus hispanicus Gunthr., Cyprinodon iberus Val.);
- каллихт (Callichthys fasciatus Cuv. Corydoras palaetus Jenuns.);
- собачья рыбка (хундсфиш. — Umbra Crameri Fitz.);
- черный канадский окунь (Black-Bass.— Micropterus Dolomieu, Grystes nigricans Gunth.);
- голубой окунь (Silver-Bass.— Eupomotis aureus Walb. Lepomis gibbosus.) В 1880 году Мещерский А. С. приобрел пару таких рыбок по 50 франков за штуку у Кабонье.
- англ. калико-окунь (или ситцевого (Calico-Bass), окуня, как его называют американцы, вероятно, вследствие некоторой пестроты окраски);
- Обыкновенная солнечная рыба (Poisson Soleil.— Apomotis obesus Boul.);
- и даже гурами, которых не было ни у кого из европейских любителей, исключая, конечно, только Карбонье.

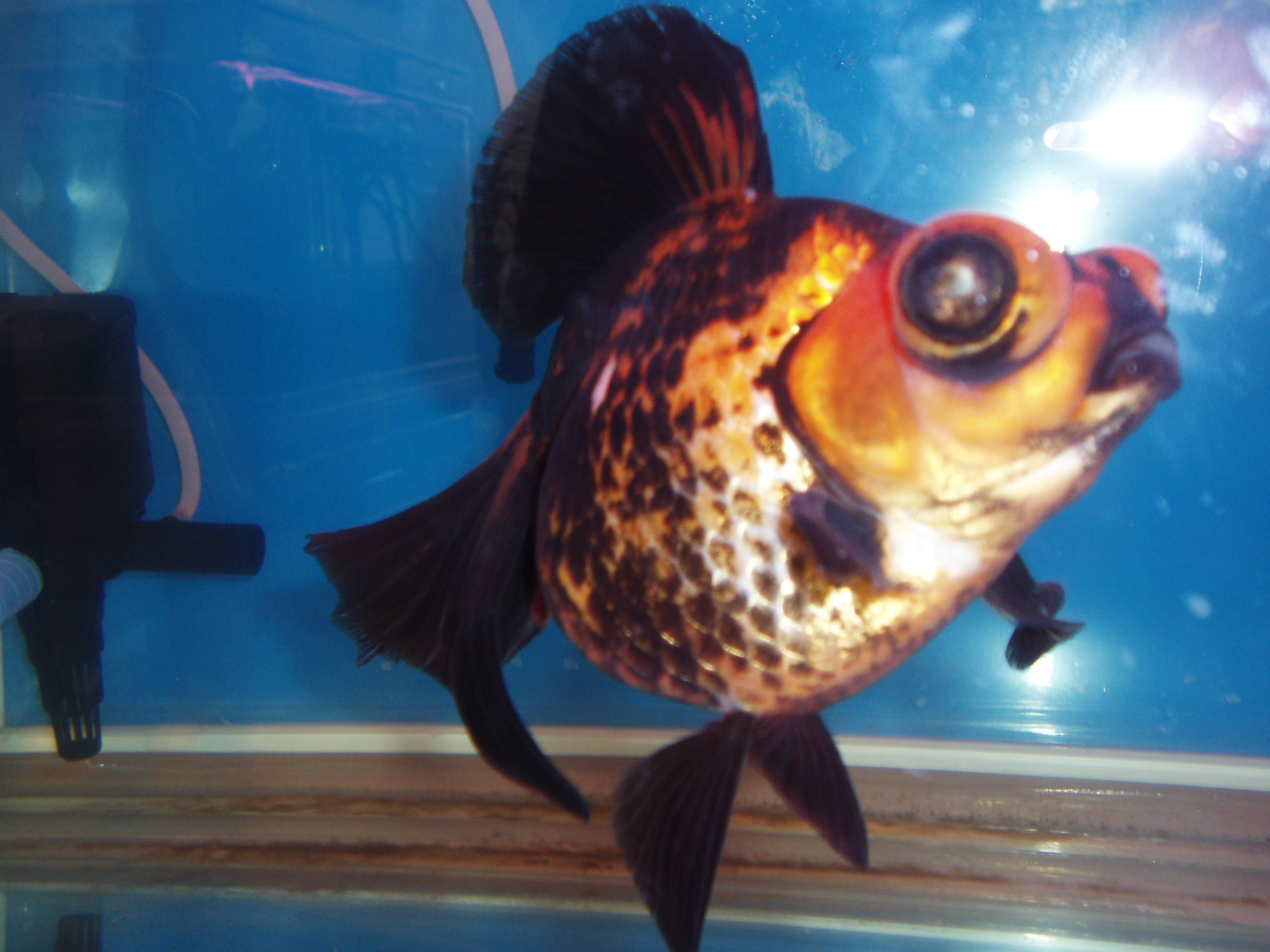
Телескоп (Золотая рыбка)

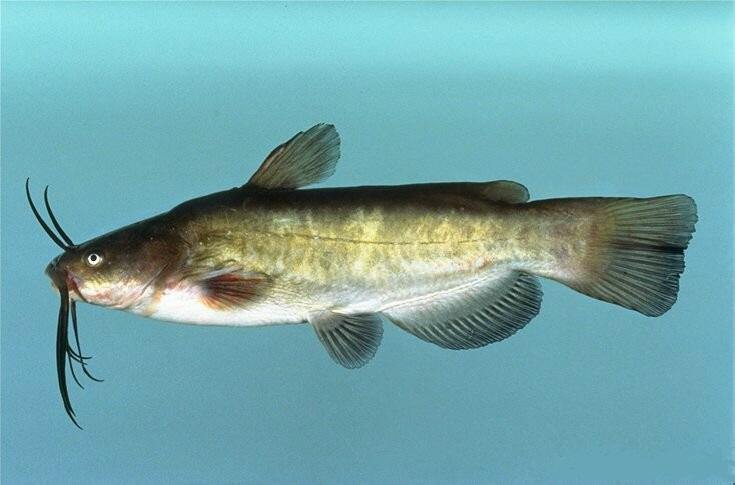
Рыба-кошка (Американский сомик)

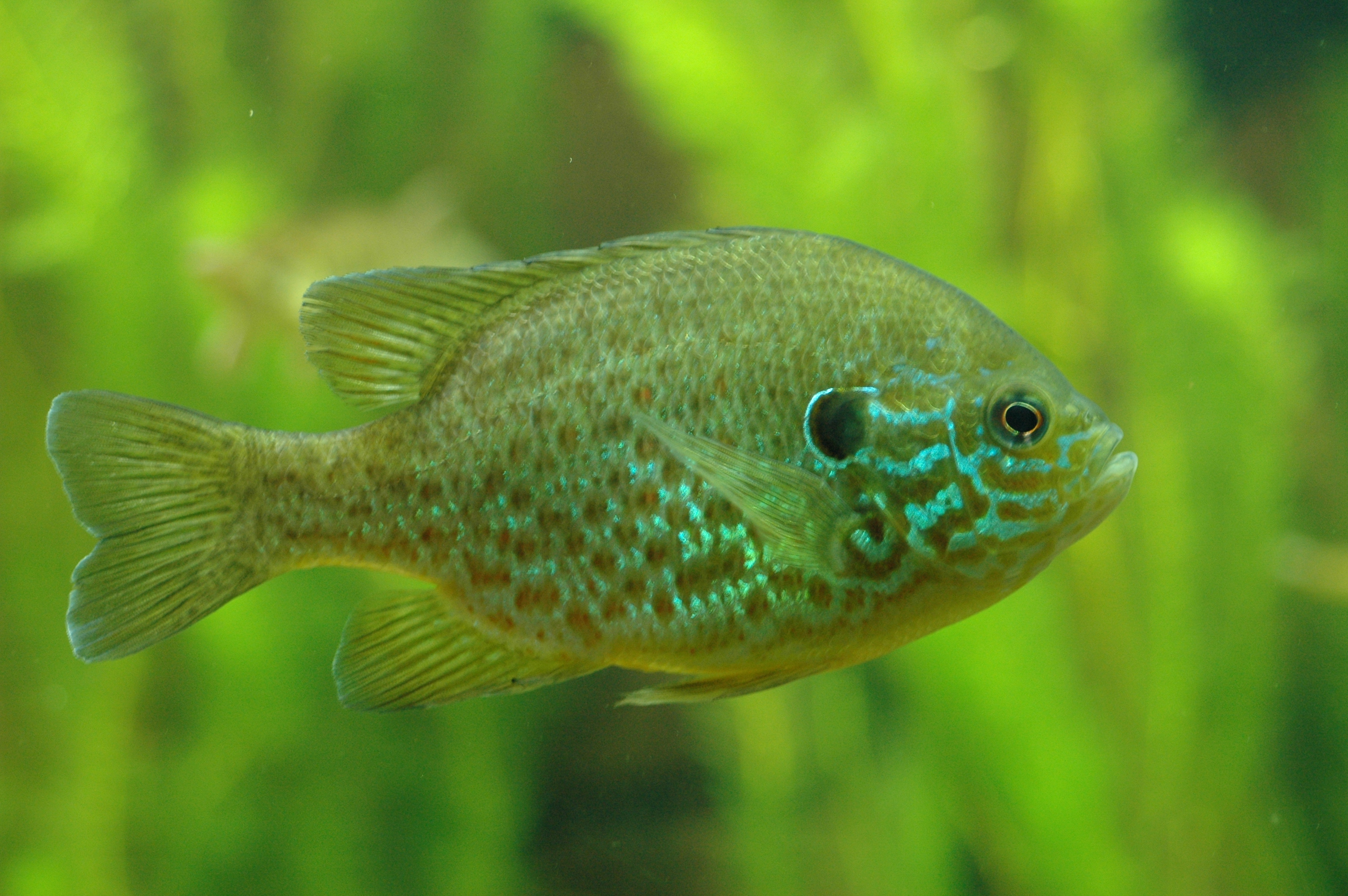
Солнечная рыбка

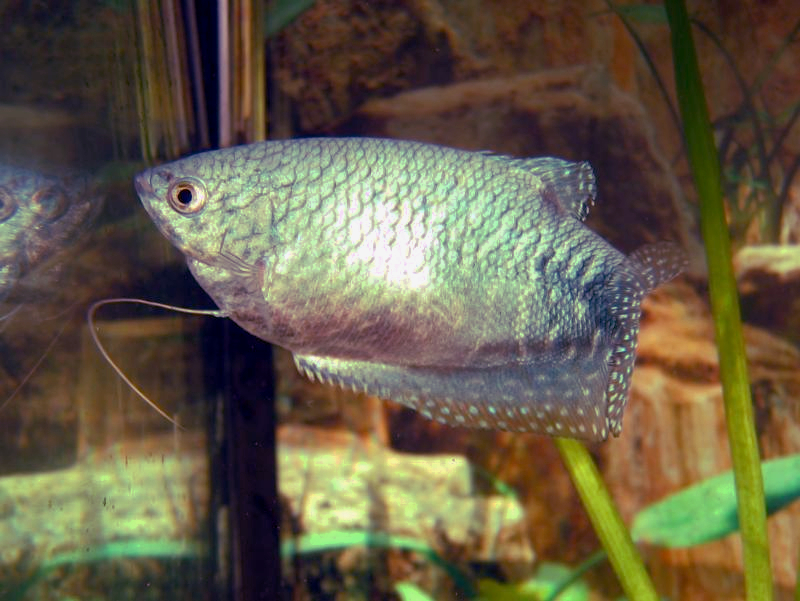
Гурами

Над всеми этими рыбами Мещерский производил биологические наблюдения, и большинство из них в его аквариумах принесло даже приплод. Так у него размножались даже рыбы-кошки, не принесшие ни у кого приплода, за исключением Карбонье. А макроподы, золотые рыбки, тиинг-го и телескопы выводились массово.
Мещерскому удалось размножить в аквариуме солнечную рыбку, сюррель, а также коридораса паланкатус и испанского ципринодона, полученные мальки разошлись по всей Европе.
Часть своих наблюдений Мещерский описал в 1 томе трудов отдела ихтиологии Императорского Русского Общества акклиматизации, действительным членом которого он состоял с 1883 года, а другая часть описана его товарищем по хобби Николаем Золотницким в его книге «Аквариум любителя». Кроме личных наблюдений Мещерский немало содействовал развитию отечественной ихтиологии доставкой материала для научных исследований и увеличения академических коллекций.
В 1878 году А. С. Мещерский, Н. Ф. Золотницкий задумали создать постоянно действующий Аквариум на территории открытого в 1864 году Зоосада. Эту идею полностью удалось осуществить только в 1904 году, когда на средства энтузиастов-натуралистов, на территории Московского зоопарка была открыт Аквариум. К сожалению в 1905 году Аквариум был уничтожен во время революционных событий на Красной Пресне. Но в 1878 году Московском зоологическом саду прошла Вторая Всероссийская акклиматизационная выставка, организованная группой энтузиастов (А. С. Мещерский, И. С. Этикер, В. Н. Попандопуло, Н. В. Нелонов), на которой в 20 аквариумах были показаны экзотические растения и около 30 видов рыб (в том числе отсутствовавшие на тот момент в Германии и Англии гурами, а также американские ушастые окуни, макроподы, петушки, и др.), ряд пород золотой рыбки и несколько видов водных беспозвоночных. В том же году был создан отдел ихтиологии как самостоятельное подразделение Общества акклиматизации, объединившего сотни аквариумистов. Председателем отдела ихтиологии до 1890 года был Н. Ю. Зограф
- С 1883 А. С. Мещерский состоял членом Императорского Русского Общества Акклиматизации Животных и Растений.
- Состоял членом Парижского Общества акклиматизации.

## Труды
А. С. Мещерский написал 6 статей, которые были изданы в «Известиях» Императорского Общества любителей естествознания, том 51, выпуск 2.
Им же написаны:
- «О содержании Китайских макроподов в аквариуме». 1882 г. (Труд. Отд. ихт., т. I).
- «О размножении рыбы-кошки в аквариуме».
- «О размножении телескопов и воспитании их молоди».
- «О некоторых особенностях нереста рыбы-кошки».
- «Приборы для освежения воды в аквариумах».

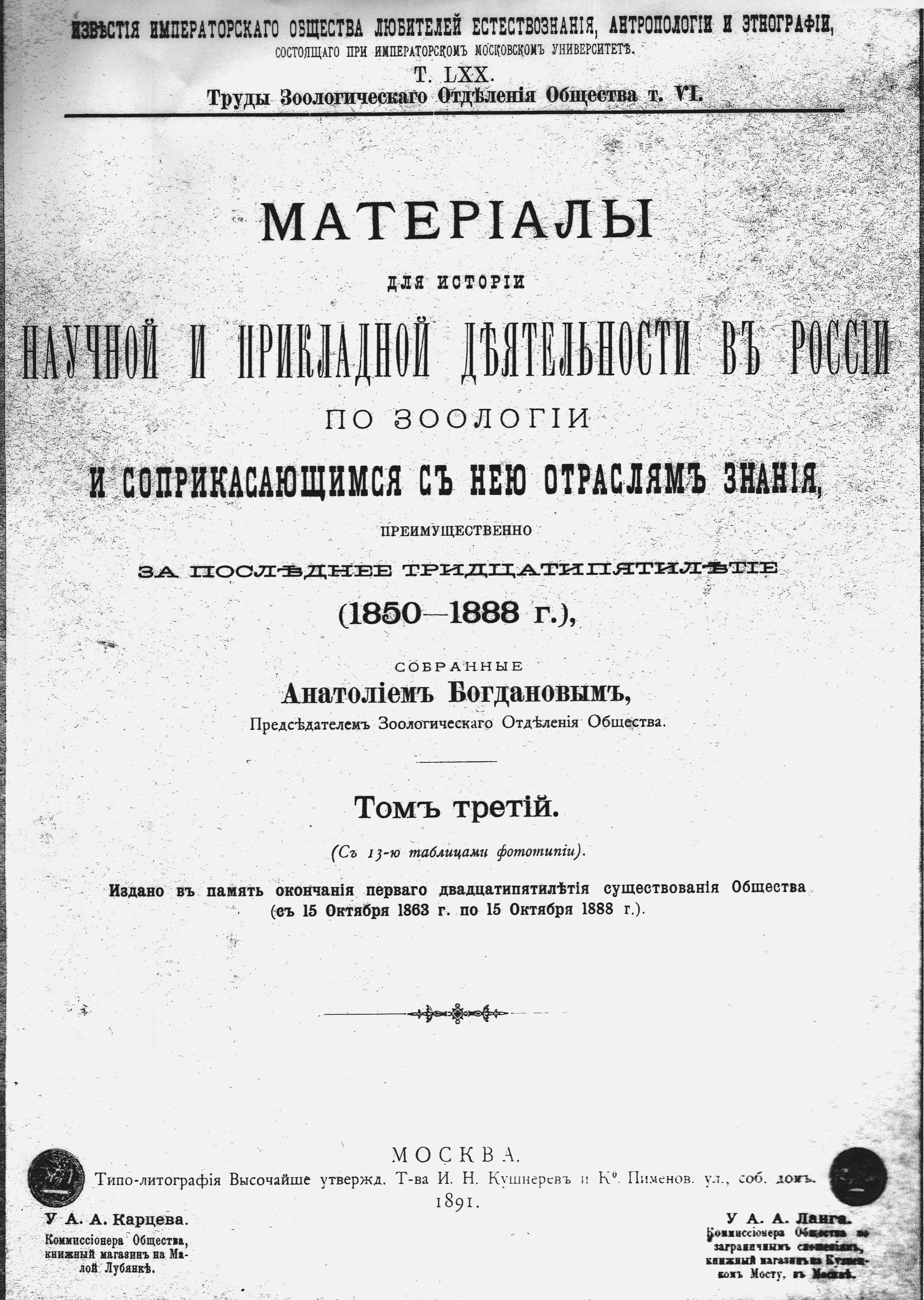
Труды зоологического отделения ИОЛЕАЭ, 1891

## Награды
- В 1879 году участвовал во 2-й акклиматизационной выставке и получил за свои аквариумы большую серебряную медаль.
- В 1882 году получил жетон Императорского Русского Общества акклиматизации Животных и Растений за постоянное участие в трудах отдела рыболовства.
- В 1885 году получил от Императорского Общества акклиматизации золотую медаль за долголетние и неутомимые труды в области практической ихтиологии.
- В 1887 году от того же Общества и за то же получил большую золотую медаль.
- В 1887 году получил золотой жетон Московского Общества любителей рыболовства за 1-ю выставку рыбоводства и рыболовства.
- В 1888 году получил золотой жетон от Русского охотничьего клуба за 2-ю выставку аквариумов и рыболовства.